# José María Baliña
José María Baliña (Buenos Aires, 8 de janeiro de 1959) é um prelado argentino da Igreja Católica. É desde 2025 o atual bispo auxiliar de Chascomús.

## Biografia
Após obter o título de Engenheiro Agrônomo, ingressou no Seminário Metropolitano de Buenos Aires.
Recebeu a ordenação presbiteral em 25 de novembro de 1989 do cardeal arcebispo de Buenos Aires, Juan Carlos Aramburu, sendo incardinado na Arquidiocese de Buenos Aires.
Foi vigário paroquial das paróquias Inmaculada Concepción (entre 1990 e 1992), San Pablo Apóstol (1993) e La Sagrada Eucharistía (1998); foi então pároco das paróquias Resurrección del Señor (1998) e San Isidro Labrador (de 2009 a 2015). Foi membro do Conselho Presbiteral da Arquidiocese de Buenos Aires, foi decano do Decanato nº 8 Colegiales Paternos e do Decanato nº 7 Saavedra Nuñez. De 2013 a 2015 foi vice-presidente da Asociación Eclesial San Pedro.
O Papa Francisco o nomeou bispo auxiliar de Buenos Aires em 16 de janeiro de 2015. A sua ordenação episcopal como bispo titular de Theudalis ocorreu em 28 de fevereiro seguinte, sendo o sagrante principal cardeal arcebispo de Buenos Aires, Mario Aurelio Poli, coadjuvado por Óscar Vicente Ojea Quintana, bispo de San Isidro e por César Daniel Fernández, bispo de Jujuy.
Foi vigário episcopal da Zona Central da Arquidiocese de Buenos Aires. Em 21 de novembro de 2023, o Papa Francisco o nomeou bispo de Mar del Plata. Contudo, apresentou sua renúncia em 13 de dezembro do mesmo ano, sem ter feito a sua entrada solene, por questões de saúde. Através de uma carta enviada aos membros da Diocese de Mar del Plata, Baliña garantiu que quando o Papa Francisco o nomeou “apressou-se” em aceitar "sem se dar conta do processo que estava acontecendo". "Há vários meses que tenho lutado contra um descolamento de retina, com duas operações e outra marcada para fevereiro (além de outras situações pessoais e familiares). (...) Depois de discernir melhor e consultar a Santa Sé, decidi apresentar a minha demissão", disse.
Dentro da Conferência Episcopal Argentina, é membro do Conselho Pastoral para a proteção de menores e adultos vulneráveis.
Em 1 de fevereiro de 2025, o Papa Francisco o nomeou como bispo auxiliar de Chascomús, como bispo titular de Ubaza.